# Erica Moore
Erica Moore (ur. 25 marca 1988 w Seymour) – amerykańska lekkoatletka specjalizująca się w biegach średnich.
W 2012 roku zdobyła w Stambule brązowy medal halowych mistrzostw świata. 
Rekordy życiowe w biegu na 800 metrów: stadion – 2:00,05 (21 lipca 2012, Ninove); hala – 1:59,97 (11 marca 2012, Stambuł). 

## Osiągnięcia
| Rok  | Impreza                   | Miejsce | Konkurencja   | Lokata     | Wynik   |
| ---- | ------------------------- | ------- | ------------- | ---------- | ------- |
| 2012 | Halowe mistrzostwa świata | Stambuł | bieg na 800 m | 3. miejsce | 1:59,97 |